# Rajko Nahtigal
Rajko Nahtigal (14. dubna 1877 Novo mesto – 29. března 1958 Lublaň) byl slovinský filolog, slavista, rektor Univerzity v Lublani a první ředitel Slovinské akademie věd a umění.

## Životopis
Narodil se v Novém mestě, kde absolvoval základní školu a dvě léta na gymnáziu. Gymnázium dokončil v Lublani, poté studoval na Univerzitě ve Vídni, kterou dokončil v roce 1900. V letech 1900 až 1902 byl jako stipendista rakouského ministerstva školství v Rusku (Moskva, Petrohrad), kde se seznámil s ruskými slavisty. Na podzim 1902 se vrátil do Vídně, kde převzal místo po Matiji Murkovi, jenž odešel do Grazu. V roce 1913 získal profesuru a ve stejném roce byl jmenován mimořádným profesorem slovanské filologie na Univerzitě v Grazu. V roce 1917 zde byl jmenován řádným profesorem a v roce 1919 se stal řádným profesorem Univerzity v Lublani.
Byl prvním děkanem Filozofické fakulty Univerzity v Lublani (1919/20). Kvůli nedostatku archivních materiálů není zřejmé, jak proběhla 9. června 1927 jeho volba rektorem Univerzity v Lublani. V listopadu 1927 začaly z Bělehradu přicházet zprávy, že by mohlo dojít ke zrušení lékařské a technické fakulty. Takové úvahy však vyvolaly odpor studentů, profesorů a v konečném důsledku i slovinské veřejnosti. Na konci roku 1927 vyšlo memorandum s názvem Význam Univerzity v Lublani pro Slovince a Stát Srbů, Chorvatů a Slovinců, které podepsala celá řada představitelů slovinských společností, institucí a organizací napříč politickým spektrem. S veřejnou podporou v zádech přesvědčilo vedení fakulty zvláštní komisi ministerstva školství o škodlivosti jakéhokoliv omezení činnosti univerzity.
Byl prvním předsedou Slavistické společnosti Slovinska (Slavistično društvo Slovenije) a v lednu 1939 se stal po svolení panovníka prvním ředitelem Slovinské akademie věd a umění, funkci zastával do roku 1942. Byl také ředitelem Slavistického ústavu Univerzity v Lublani, do důchodu odešel v roce 1953. Zemřel v Lublani.